# Idesia polycarpa
Idesia és un gènere de plantes de flors de la família de les salicàcies (anteriorment segregat a la família Flacourtiaceae), que comprèn una única espècie: Idesia polycarpa. És nativa de l'est d'Àsia a la Xina, Japó, Corea i Taiwan. L'espècie es conrea ocasionalment com planta ornamental a les regions temperades, inclosa Europa.
És un arbre caducifoli de mida mitjana que arriba a mesurar els 8-21 m, amb un tronc de 50 cm diàmetre amb l'escorça tova de color gris-verdós. Té les fulles grans, cordades de 8-20 cm de longitud i 7-20 cm d'ample amb pecíols vermells de 4-30 cm. Les fulles són de color verd fosc per dalt i glauques per baix, tenint els marges serrats. Les flors són de color verd-groguenc, petites i oloroses que es produeixen en panícules de 13-30 cm de longitud. Les flors masculines i femenines es produeixen en arbres separats. El fruit és una baia de 5-10 mm de diàmetre, que va canviant de color taronja a vermell-porpra fosc i que conté diverses llavors de 2-3 mm de color marró que sovint persisteixen fins a la següent primavera. El seu fruit és comestible.